# Nombre de estilo
Un nombre de estilo chino, también conocido a veces como un nombre de cortesía (zì), es un nombre dado para ser usado en un momento de la vida. Después de los 20 años de edad, el zì es asignado en lugar del nombre de uno como símbolo de edad adulta y respeto. Primariamente usado para nombres masculinos, a uno le podría ser dado el zì por sus padres, o por su propia elección. La tradición de usar nombres de estilo se ha estado perdiendo desde el Movimiento del Cuatro de Mayo. Existen dos formas comunes de nombre de estilo, el zì y el hào.